# كلية الإدارة والاقتصاد (جامعة البصرة)

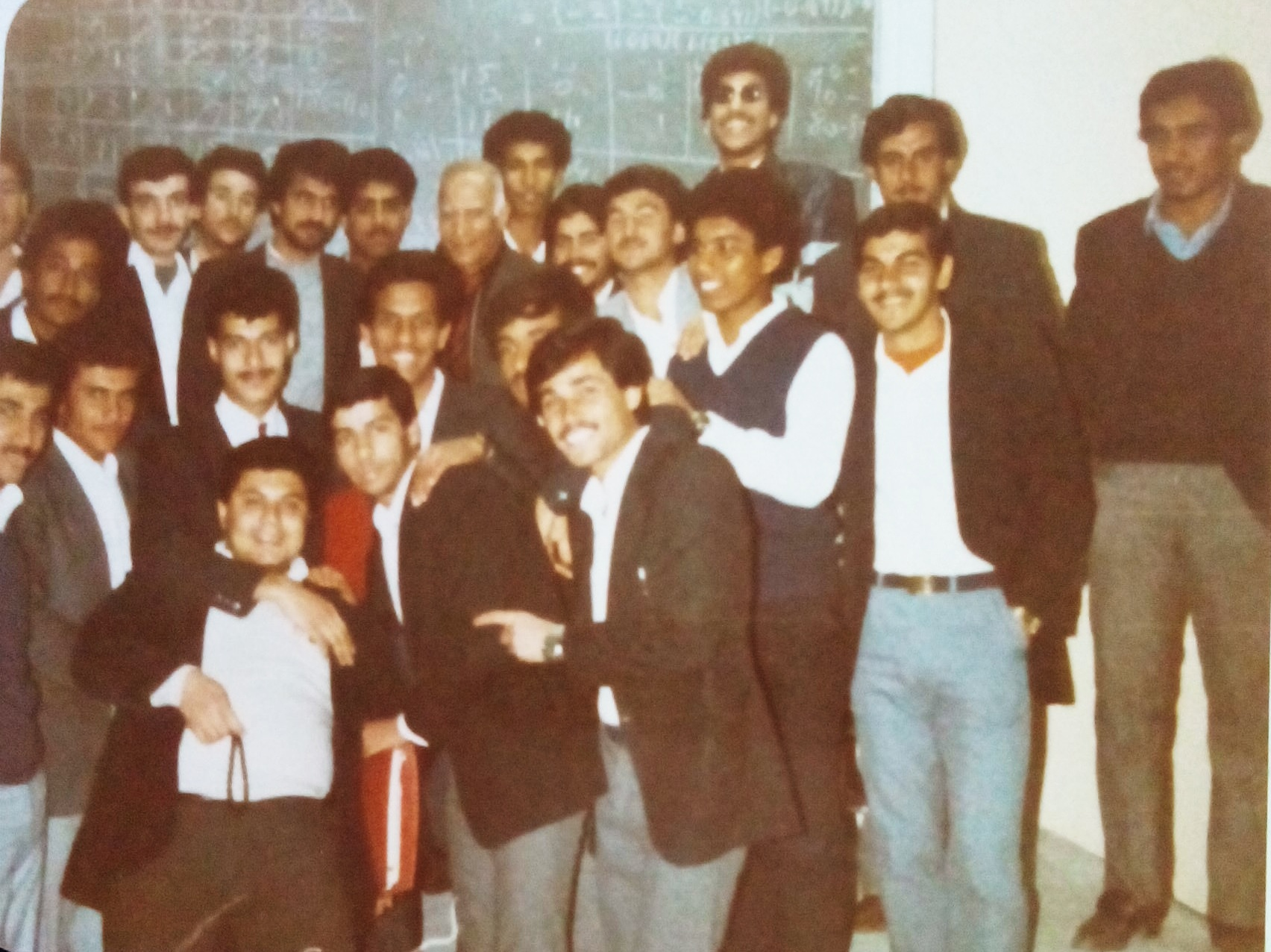
صورة مجموعة من طلاب قسم الاقتصاد بكلية الادارة والاقتصاد في جامعة البصرة عام 1986

أسست كلية الإدارة والاقتصاد في جامعة البصرة في العراق عام 1970 – 1971م، وكان أول عميد للكلية آنذاك الأستاذ د.غالب الداودي. وتضم الكلية حاليا خمسة أقسام علمية هي :
- قسم إدارة الإعمال.
- قسم الاقتصاد.
- قسم المحاسبة.
- قسم الإحصاء.
- قسم العلوم المالية والمصرفية

مدة الدراسة في الكلية أربع سنوات حيث يمنح الطالب بعدها شهادة بكالوريوس في اختصاص إدارة الاعمال، والاقتصاد، والمحاسبة، والإحصاء والعلوم المالية والمصرفية. وتمنح الكلية شهادة الماجستير في العلوم الإدارية والاقتصادية والمحاسبية والإحصائية منذ عام 1982 كما أنها تمنح شهادة الدكتوراه في هذه الاختصاصات منذ عام 1987 حيث تقوم الدراسات العليا بتلبية احتياجات الكلية والكليات المناظرة في الجامعات الأخرى العراقية والعربية بالملاكات التدريسية.